# Islas de Gigantes
Islas de Gigantes es una cadena de islas del archipiélago de las Bisayas, en el mar de Bisayas, cerca de la isla de Panay y pertenecientes al municipio de Carles.

## Islas
- Isla Gigante del Sur (3 km²), la mayor de la cadena. Además, están cerca los islotes de:
  - Antonia
  - Bantigui
  - Cabugao
  - Tanguingui
  - Turnina
- Isla Gigante del Norte (2 km²). Están cerca los islotes de:
  - Bulubadiang
  - Gigantillo
  - Gigantuna